# Кім Дже Сон
Кім Дже Сон (кор. 김재성, нар. 3 жовтня 1983) — південнокорейський футболіст, захисник клубу «Аделаїда Юнайтед». Виступав за національну збірну Південної Кореї.

## Клубна кар'єра
У дорослому футболі дебютував 2005 року виступами за команду клубу «Пучхон СК», в якій того року взяв участь у 23 матчах чемпіонату. Протягом 2006—2007 років продовжував грати у цій же команді, яка змінила назву на «Чеджу Юнайтед».
Своєю грою привернув увагу представників тренерського штабу клубу «Пхохан Стілерс», до складу якого приєднався 2008 року. Відіграв за пхоханську команду наступні три сезони своєї ігрової кар'єри. Більшість часу, проведеного у складі «Пхохан Стілерс», був основним гравцем захисту команди.
Згодом з 2012 по 2016 рік грав у складі команд клубів «Санджу Санму», «Пхохан Стілерс», «Сеул І-Ленд» та «Чеджу Юнайтед».
До складу австралійської «Аделаїда Юнайтед» приєднався 2017 року.

## Виступи за збірну
2010 року дебютував в офіційних матчах у складі національної збірної Південної Кореї. Провів у формі головної команди країни 15 матчів, забивши 2 голи.
У складі збірної був учасником чемпіонату світу 2010 року у ПАР. 2012 року завершив виступи за збірну.